# De Kangoeroeclub
De Kangoeroeclub is het 121ste stripverhaal van De Kiekeboes. De reeks wordt getekend door striptekenaar Merho. Het album verscheen op 24 juni 2009. Het verhaal bestaat uit een hoofdverhaal van 46 pagina's en 9 extra pagina's over de reis die Merho aanvatte naar Australië en over het ontstaan van het verhaal.

## Verhaal
De familie Kiekeboe zoekt het avontuur weer op aan de andere kant van de wereld: ze trekken, zoals in Het boemerangeffect (album 115), opnieuw naar Australië. Snoop Winckel ligt in een coma en Neville Baramundi schakelt Charlotte in om zijn dierbare medewerker weer tot bewustzijn te praten. Snoops diefstal van een waardevolle edelsteen (een opaal in de vorm van een kangoeroe) heeft hiermee iets te maken. Neville Baramundi wil koste wat het kost de edelsteen, die nota bene in zijn mijn is opgegraven, terughebben. En dat om een wel heel speciaal doel te heiligen ...

## Achtergronden bij het verhaal
- Snoop Winckel is een woordspeling op "snoepwinkel" en de voornaam van rapper Snoop Dogg. Hij kwam eerder al voor in het album Het boemerangeffect.
- Andere namen waarin een woordspeling voorkomt zijn Yanni Euthanasias (euthanasie) en "Lucky" Luke (Lucky Luke).